# 黄泓
黄泓（285年—381年），字始長，魏郡斥丘人，前燕軍事、政治人物。

## 生平
黄泓父黄沈，擅長天文祕術。永嘉之亂時，黄泓前往幽州投奔慕容廆，慕容廆讓他擔任參軍。
慕容皝繼承慕容廆的遼東郡公爵位後，黄泓升任左常侍領史官。
慕容雋繼承慕容皝的燕王王位後，黄泓升任從事中郎，期間曾經建議慕容雋進攻冉閔。慕容雋稱帝後，黄泓代理進謀將軍、太史令、關內侯，不久加封奉車都尉、西海太守、領太史令、開陽亭侯，又封平舒縣五等伯。後黃泓又擔任太史靈臺諸署統，加給事中。
慕容暐被苻堅俘虜後，黄泓回到家鄉，寄希望吳王慕容垂能夠中興慕容燕。黄泓死後3年，慕容垂建立後燕。

## 延伸阅读
[在维基数据编辑]
 《晉書·卷095》，出自房玄齡《晉書》